# Hoesch AG

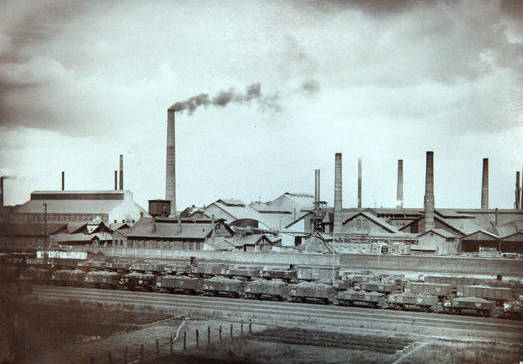
Hoesch-fabriek in Dortmund (ca. 1900)

Hoesch AG was een groot bedrijf in de staalindustrie in Noordrijn-Westfalen in Duitsland. Het bedrijf werd in 1871 opgericht door Leopold Hoesch in Dortmund.

## Geschiedenis

### Start
De familie Hoesch was lang voor de oprichting van Hoesch AG actief met verschillende metaalverwerkende bedrijven in de Eifel. De familie had fabrieken in Monschau, Lendersdorf bij Düren (sinds 1819) en Eschweiler (vanaf 1847).
Op 1 september 1871 richtten Leopold Hoesch (1820-1899) samen met zijn zonen Wilhelm (1845-1923) en Albert (1847-1898) en zijn neven Viktor (1824-1888) en Eberhard Hoesch (1827-1907) een nieuw ijzer- en staalbedrijf op in Dortmund. Hoesch AG was ontstaan. De verhuizing naar het Ruhrgebied was ingegeven door de rijke steenkoollagen en de betere transportmogelijkheden. In  november 1873 werd de eerste staal gegoten in de nieuwe fabriek ten noordoosten van Dortmund.
Het nam in 1899 de steenkolenmijn Westfalia over met de bijbehorende cokesfabriek Kaiserstuhl. In de Weimarrepubliek bleef Hoesch AG buiten de fusie van diverse staalbedrijven tot de Vereinigte Stahlwerke (Verstag). Verstag werd veruit de grootste staalproducent van Duitsland. In 1930 fuseerde Hoesch met het steenkolenmijnbedrijf Kölner-Neuessener Bergwerksverein.
In 1965 behaalde de Hoesch Group een omzet van 2,4 miljard Duitse mark en telde 48.600 medewerkers. Op dat moment werkte een vijfde van de bevolking in Dortmund bij "Karl Hoesch", zoals het bedrijf bij de lokale bevolking bekend stond. In 1966 volgde de overname van het staalbedrijf Dortmund-Hörder Hüttenunion. In deze laatste had het Nederlandse staalbedrijf Koninklijke Hoogovens een fors minderheidsbelang en dit belang werd omgezet in een aandelenbelang van zo’n 15% in Hoesch AG.

### Samenwerking met Hoogovens
De raden van bestuur van Hoogovens en Hoesch wilden intensiever samenwerken. Hoogovens produceerde meer staal dan het kon verwerken en bij Hoesch lag dit andersom. In april 1966 tekenden de twee een Rahmenvertrag. Ze besloten de investeringsplannen op elkaar af te stemmen, bij Hoogovens kwam de nadruk op de staalproductie en warmwalserijen en bij Hoesch op de verdere verwerking.
Eind jaren zestig praten de twee over een nieuwe te bouwen staalfabriek op de Maasvlakte in Rotterdam. De gemeenteraad stemde eind 1969 in met de plannen maar anderhalf jaar later trokken Hoesch en Hoogovens het voorstel in omdat de economische omstandigheden waren verslechterd. De loonkosten waren sterk gestegen, de inflatie was toegenomen en het milieu had aan belang gewonnen. In april 1971 trok ook de gemeente de toestemming in.
Op 7 juli 1972 fuseerden Hoesch en Hoogovens, op initiatief van bestuursvoorzitter Fritz Harders van Hoesch. De houdstermaatschappij Estel werd opgericht en beide bedrijven kregen elk 50% van de aandelen. De twee werkmaatschappijen bleven relatief onafhankelijk van elkaar opereren. Estel had een gezamenlijke productiecapaciteit van 12,5 miljoen ton staal per jaar, en stond na British Steel en Thyssen op de derde plaats van Europese staalbedrijven. Een jaar later brak de eerste oliecrisis uit en weer twee jaar later de staalcrisis. Door een forse uitbreiding van de productiecapaciteit in voorgaande jaren was er overcapaciteit ontstaan. De staalprijzen en daarmee de bedrijfswinsten daalden. Er volgde een Europees programma om capaciteit te sluiten en er kwamen forse subsidies die vooral de nationale industrie ten goede zouden komen. Na forse verliezen, vooral bij Hoesch, werd de samenwerking in 1982 beëindigd op initiatief van de toenmalige CEO van Hoesch Detlev Rohwedder.
Een jaar later werd Rohwedder geëerd als "Manager van het Jaar". Hij had een ingrijpend herstructurerings- en moderniseringsprogramma gestart met de focus op hoogwaardige platte staalproducten, vooral voor de automobielindustrie, gecombineerd met een aanzienlijke vermindering van het aantal medewerkers en productiecapaciteit. In 1982 maakte Hoesch weer winst.

### Overname door Krupp Stahl
In 1991 kwam Hoesch in handen van Krupp Stahl. De vijandige overnamestrijd had zo'n negen maanden geduurd. De twee staalbedrijven waren destijds bijna even groot, Hoesch telde ruim 52.000 werknemers en Krupp Stahl 59.000. Door de fusie ontstond het op vier na grootste staalconcern in Europa met een productie van 8,7 miljoen ton ruwstaal per jaar. Het grootste Europese staalconcern Usinor-Sacilor in Frankrijk produceerde 22,8 miljoen ton staal en Koninklijke Hoogovens 4,9 miljoen ton. De twee bedrijven gingen verder onder de naam Krupp-Hoesch. In 1996 realiseerde het een omzet van 24 miljard Duitse mark en telde nog 69.600 werknemers. Krupp-Hoesch ging in 1999 op in ThyssenKrupp.

## Musea
Het Hoesch Museum is geopend in 2005 en staat in Dortmund. Het museum is gevestigd in het historische conciërgegebouw van de Westfalenhütte en biedt een overzicht van 160 jaar bedrijfsgeschiedenis, de geschiedenis van de staalproductie en de sociale geschiedenis in Dortmund.
Het Leopold-Hoesch-Museum is een museum voor schilderkunst.